# 7099 Feuerbach
För andra betydelser, se Feuerbach (olika betydelser).
7099 Feuerbach eller 1996 HX25 är en asteroid i huvudbältet som upptäcktes den 20 april 1996 av den belgiske astronomen Eric W. Elst vid La Silla-observatoriet. Den är uppkallad efter den tyske filosofen Ludwig Feuerbach.
Asteroiden har en diameter på ungefär 13 kilometer och den tillhör asteroidgruppen Themis.